# Venice (Los Angeles)
Venice és un districte de Los Angeles, Califòrnia, Estats Units d'Amèrica conegut pels seus canals, platges, zona residencial i pel passeig marítim. És una de les zones més vibrants de Los Angeles. Al contrari que la major part de Los Angeles, és una zona de vianants (moltes cases tenen la porta principal en els carrers de vianants i l'entrada del cotxe als carrerons de la part de darrere).